# Asia Kate Dillon
Asia Kate Dillon (ur. 15 listopada 1984 w Ithace) – amerykańska aktorka, najbardziej znana ze swoich ról jako Brandy Epps w serialu Orange Is the New Black i Taylor Mason w Billions. Dillon identyfikuje się jako osoba niebinarna i używa zaimka „they” w liczbie pojedynczej.
Jej rola w Billions jest pierwszą niebinarną główną postacią w amerykańskiej telewizji i przyniosła jej nominację do nagrody Critics' Choice Television Award dla najlepszego aktora drugoplanowego w serialu dramatycznym. Dillon zagrała rolę arbitra w filmie akcji John Wick 3 (2019).